# 域多利遊樂會
域多利遊樂會（英語：Victoria Recreation Club），是一個位於香港西貢大網仔路的體育會。該機構成立於1849年，前身可追溯到1832年開始活動的廣州遊艇俱樂部（Canton Rowing Club），用以推動如划艇、風帆和渡海泳等水上活動，是香港歷史最悠久的體育會。為推廣水上運動，域多利遊樂會不定期舉辦如龍舟、划艇等的比賽。首位華人主席是上屆的胡金城。

## 歷史
遊樂會前身是1849年的 Victoria Regatta Club，同年已舉辦其第一屆帆船賽。
1872年5月，船會（Boat Club）、健身會（Gymnasium）和游泳浴場（Swimming Bath）合併而成域多利遊樂會，並於1872年11月30日開始以新形式運作。

## 會址
- 1849年：中環
- 1900-1906年：九龍（於丙午風災中損毀）
- 1908-1954年：中環（現址香港大會堂附近）[5]
- 1950年代-現在：深水灣及西貢

## 批評

### 違反《私人遊樂場地契約》
域多利遊樂會自在取得位於西貢大網仔路的地段後，每年都需要向政府提交低廉的租金。在1997年香港主權移交前，為每年100元﹔而在主權移交後，則為每15年1000元。根據《私人遊樂場地契約》，域多利遊樂會在只需支付低廉租金的同時，需開放設施予外界團體。然而，據政府和傳媒發現，域多利遊樂會並沒有對應承辦向公開開放，市民若想使用當地設施必須入會，而會費高達2萬元，因而引來了不少的批評。

### 伐木
2014年1月，有傳媒揭發域多利遊樂會在1年內斬伐30至40棵樹，其中包括兩棵百年相思樹。體育會官方解釋是因樹木有病，但卻有員工和會員質疑此說，並認為其實是會方想騰出空地建球場，也沒有伐木的必要。

## 資料來源
1. ↑  .   [2014-01-15]. （原始内容存档于2016-09-25）.
2. 1 2 3  "入會費兩萬　地租僅百元" 《蘋果日報》 2014 1 2
3. ↑  Arnold, Wright. . London: Lloyd's Greater Britain Publishing Company, Ltd. 1908 （英语）.
4. ↑  Eitel, Ernest John. . London: Luzac & Company. 1895 （英语）.
5. ↑  Edith Terry. . Hong Kong Buzz. 2018-12-04  [2021-08-27]. （原始内容存档于2021-08-27） （英语）.
6. ↑  "域多利遊樂會籲「窮人」另覓場地廉租政府地69會所名單公開 須開放設施" 《明報》 2012 7 26
7. 1 2  "域多利遊樂會　狂斬官地40樹　兩棵百年相思遭毒手"《蘋果日報》 2014 1 2

## 外部連結
- 官方网站 （页面存档备份，存于）